# Kroonia fumealis
Kroonia fumealis is een vlinder uit de familie van de Metarbelidae. De wetenschappelijke naam van deze soort is voor het eerst gepubliceerd in 1925 door Antonius Johannes Theodorus Janse.
De soort komt voor in Botswana en Zimbabwe.